# Greenville (Illinois)
Pour les articles homonymes, voir Greenville.
Greenville est une ville de l'Illinois, dans le Comté de Bond. 
Greenville possède un aéroport (Greenville Airport (code AITA : GRE).